# Rodrigo Manga
Rodrigo Maganhato (Sorocaba, 31 de janeiro de 1980), mais conhecido como Rodrigo Manga e anteriormente Missionário Rodrigo Manga, é um político brasileiro⁣⁣ filiado ao Republicanos. Formado em marketing por uma faculdade local, a Faculdade Uirapuru, foi vereador por dois mandatos em Sorocaba e, após ser eleito em 2020, é o atual prefeito da cidade, tendo sido reeleito em 2024. Destacou-se após divulgar vídeos chamativos de sua gestão nas redes sociais, "utilizando técnicas de marketing e desinformação", de acordo com a TV TEM, e tornou-se conhecido como "prefeito tiktoker".
Iniciou a sua carreira política em 2012, quando foi eleito vereador, sendo reeleito em 2016 com a maior votação da história do município até então. Em 2020, venceu a eleição para prefeito no segundo turno e, posteriormente, reeleito, tornando-se o prefeito mais votado da cidade. Apesar de sua gestão destacar suposta "transparência" nas redes sociais, Manga é investigado pela Operação Copia e Cola, da Polícia Federal (PF), desde 2022 por desvio de recursos público e lavagem de dinheiro, além de contratos que somam mais de 100 milhões de reais dos cofres públicos; sua casa foi um dos alvos de busca e apreensão em abril de 2025 no decorrer da operação.

## Biografia
É formado em marketing pela Faculdade Uirapuru. Durante a sua carreira, se consagrou como especialista em comércio de veículos automotores. É ex-dependente químico, como contou no livro Governe sua vida e transforme o mundo, escrito por Eduardo Bortolossi, e lançado em 2023.

## Carreira política

### Vereador por Sorocaba (2012–2020)
Iniciou a sua carreira política em 2012, quando disputou sua primeira eleição em 2012, pelo Progressistas, sendo eleito vereador com 4.778 votos (1,53%). Em 2016, disputou novamente como vereador, pelo extinto Democratas, sendo, até então, vereador mais votado de Sorocaba, com 11.471 votos (3,86%).

### Prefeito de Sorocaba (2020–atualidade)
Foi lançado como candidato à prefeitura de Sorocaba em 2020 pelo Republicanos, e eleito em segundo turno, derrotando a então prefeita Jaqueline Coutinho, do extinto Partido Social Liberal (PSL), com 52,58% dos votos. Em sua gestão como prefeito, os projetos implantados que mais repercutiram foram a distribuição de guarda-chuvas gratuitos comunitários, a instalação de carregadores de celular públicos e a chegada de patinetes elétricos espalhados pela cidade. Em 2024, foi reeleito com 73,75% dos votos, ainda em primeiro turno. O candidato do Partido Liberal (PL), Danilo Balas, ficou na 2.ª colocação, seguido de Paulinho do Transporte, do Partido dos Trabalhadores (PT). Com mais de 1 milhão de seguidores nas redes sociais, os seus vídeos viralizaram, e Manga ganhou notoriedade nacional ao utilizar as suas redes para divulgar o seu trabalho e as suas propostas como prefeito de forma bem-humorada.
Desde 2022, a Operação Copia e Cola investiga pessoas que fazem parte de uma organização criminosa suspeita de desviar recursos públicos destinados à área da saúde em cidades do estado de São Paulo e da Bahia. A investigação averigua contratos para gerenciamento da Unidade de Pronto Atendimento do Éden (UPA), já encerrado, e para administração da Unidade Pré-Hospitalar da zona oeste (UPH Oeste), que ainda está em vigor. A terceirização das unidades custou, até o momento, cerca de 100 milhões de reais aos cofres públicos.
Em outubro de 2024, a sua gestão anunciou planos para construir, em parceria com a iniciativa privada, o maior prédio do mundo no centro da cidade. O projeto previa um arranha-céu de 170 andares, e aproximadamente 1 km de altura. O edifício mais alto até a data do anúncio tem 141 metros de altura e 45 andares. O projeto visa revitalizar o centro da cidade e incentivar o turismo.
No dia 10 de abril de 2025, a Polícia Federal (PF) cumpriu 28 mandados de busca e apreensão em diferentes locais, dentre os quais as equipes estiveram na sede da Prefeitura Municipal de Sorocaba, na Secretaria de Saúde da cidade, na casa e no gabinete de Rodrigo Manga (Republicanos), no Diretório Municipal do partido, que fica no Centro da cidade, e na casa do ex-secretário da saúde, Vinicius Rodrigues. Em junho de mesmo ano, a PF investigou compras feitas por Rodrigo, sendo uma delas a compra da casa do prefeito no condomínio Chácara Ondina no valor de 1,5 milhão de reais, tendo 183 mil reais sido dados de entrada em "dinheiro vivo", sem comprovação de origem. Além disso, a PF coletou dados que apontaram que, em um período de dois anos, a empresa da esposa de Rodrigo recebeu 750 mil reais da igreja "Cruzada dos Milagres dos Filhos de Deus", fundada em 2020. Segundo o relatório da polícia, "há um padrão nas movimentações: o uso de boletos para dificultar a identificação dos recursos".

### Pré-candidaturas

#### Governo de São Paulo
Com projeção além de Sorocaba, recebeu convite do Partido Renovador Trabalhista Brasileiro (PRTB) para concorrer ao governo estadual. Leonardo Avalanche, presidente da sigla, disse que o partido busca se reestruturar com lideranças políticas mais jovens. Manga, entretanto, disse ser aliado do governador Tarcísio de Freitas, também do Republicanos.

#### Presidência da República
No dia 1.º de abril, Rodrigo Manga anunciou que disputará o cargo de presidente da República em 2026, caso Tarcísio pretenda se reeleger em São Paulo e o ex-presidente Jair Bolsonaro permanecesse inelegível. Ele afirmou ter o aval do presidente do seu partido, Marcos Pereira, e que também já foi convidado a ingressar ao PRTB para a disputa.

## Vida pessoal
É casado com a publicitária Sirlange Frate, desde 2010. É missionário da Igreja Mundial do Poder de Deus.

## Desempenho eleitoral
| Ano  | Eleição               | Cargo    | Partido                                                                                                  | Partido      | Coligação                                                               | Vice                 | Votos para Manga | Votos para Manga | Votos para Manga | Votos para Manga | Resultado     |
| Ano  | Eleição               | Cargo    | Partido                                                                                                  | Partido      | Coligação                                                               | Vice                 | T.               | Votos            | %                | P.               | Resultado     |
| ---- | --------------------- | -------- | --- | ------------ | ----------------------------------------------------------------------- | -------------------- | ---------------- | ---------------- | ---------------- | ---------------- | ------------- |
| 2012 | Municipal de Sorocaba | Vereador | | PP           | (PP, PTN)                                                               | —                    | 1.º              | 4.778            | 1,53%            | 6.º              | Eleito        |
| 2016 | Municipal de Sorocaba | Vereador | | DEM          | (PMDB, PPS, DEM)                                                        | —                    | 1.º              | 11.471           | 3,86%            | 1.º              | Eleito        |
| 2020 | Municipal de Sorocaba | Prefeito | | Republicanos | A Mudança Vai Começar (Republicanos, PSD, PL, PROS, PP, PRTB, PTC, PTB) | Fernando Costa (PSD) | 1.º              | 116.020          | 39,42%           | 1.º              | Segundo turno |
| 2020 | Municipal de Sorocaba | Prefeito | 2.º | Republicanos | A Mudança Vai Começar (Republicanos, PSD, PL, PROS, PP, PRTB, PTC, PTB) | Fernando Costa (PSD) | 153.228          | 52,58%           | 1.º              | Eleito           |               |
| 2024 | Municipal de Sorocaba | Prefeito | Sorocaba no Coração (Republicanos, PSD, PMB, Avante, MOBILIZA, PODE, DC, UNIÃO, PSB, MDB, Solidariedade) | Republicanos | 1.º                                                                     | Fernando Costa (PSD) | 263.063          | 73,75%           | 1.º              | Eleito           |               |